# Poppendam

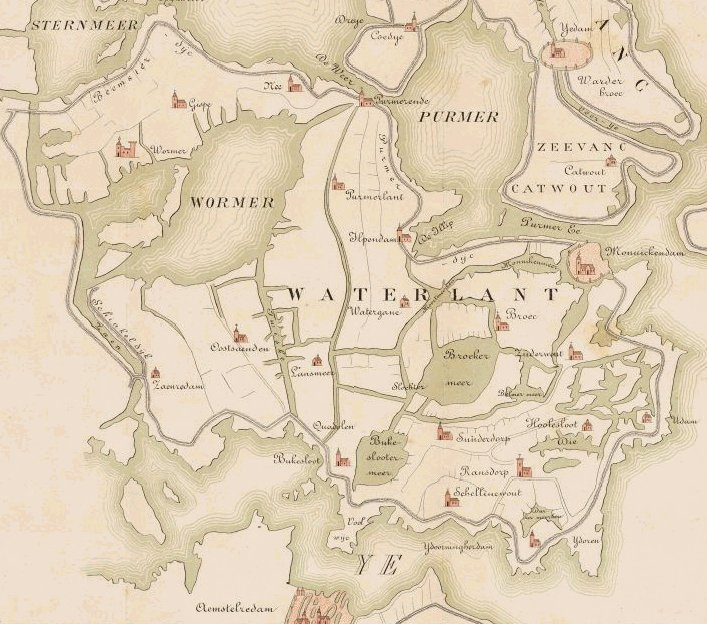
De situatie in Waterland in 1288: Poppendam staat niet vermeld op de kaart maar lag ten noordoosten van Sunderdorp.

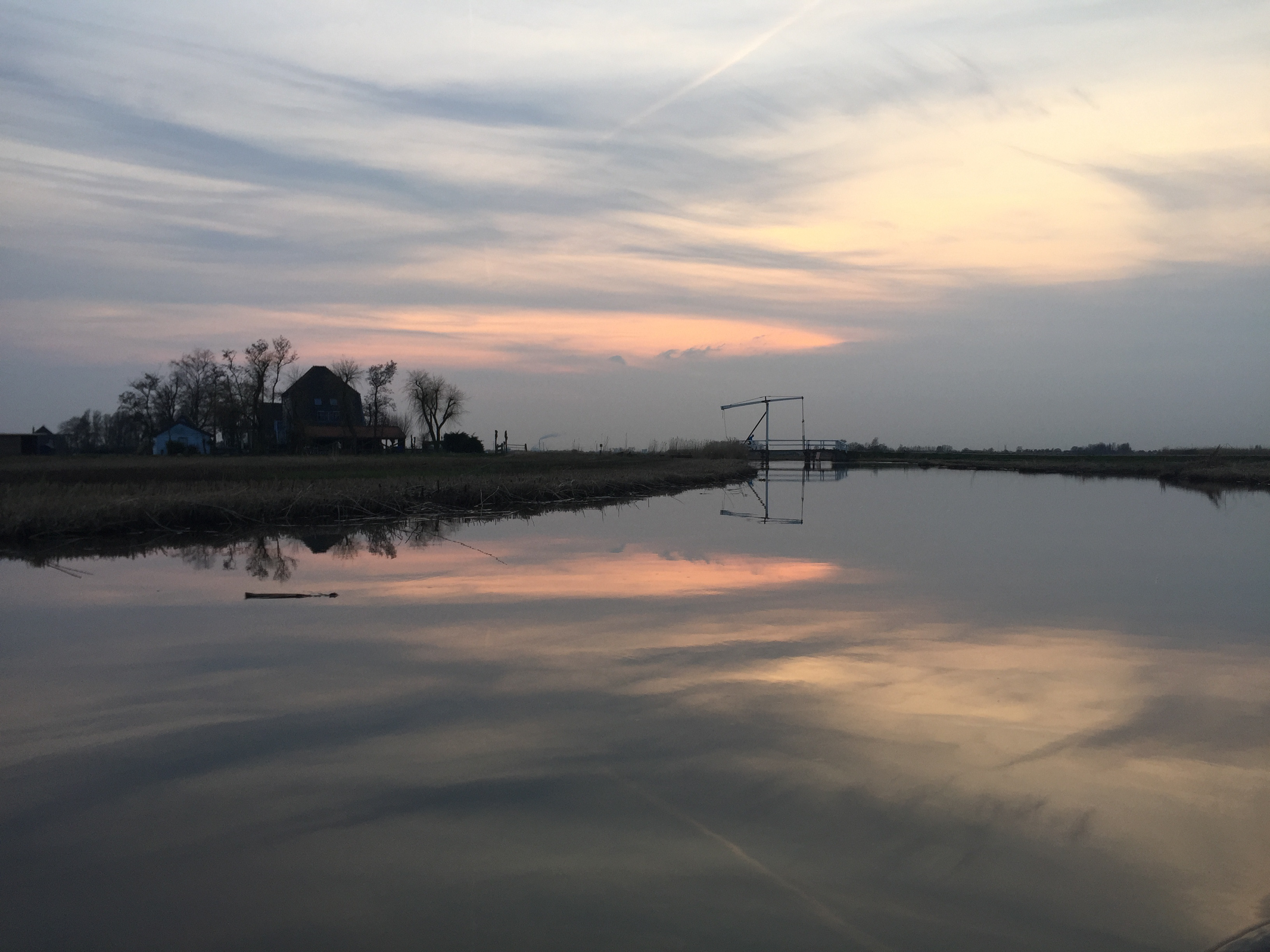
De Aandammerbrug met links de boerderij aan de Poppendammergouw.

Poppendam was een dorp ten noorden van Amsterdam en lag ten oosten van het huidige Zunderdorp en ten noorden van Ransdorp in Landelijk Noord. Het dorp was een van de oudste nederzettingen van Waterland en zelfs ouder dan Amsterdam.

## Locatie
Het dorp lag in een laaggelegen veengebied waarbij oorspronkelijk veel veenriviertjes zoals het Waterlandse Die in het Almere, later de Zuiderzee, uitmondden. Om te voorkomen dat het zoute zeewater via deze riviertjes diep het land kon binnendringen, werden veel van deze stroompjes afgedamd, zoals in Poppendam.

## Geschiedenis
Bij opgravingen in 1985 is een huisplaats aangetroffen, die aan de hand van boomringen en C14-datering geschat wordt op de periode tussen 1006 en 1028. Dit was een soort plaggenhut op een primitieve terp. De opgraving vond plaats nabij de kruising van de Poppendammergouw en de Nieuwe Gouw, halverwege de huidige dorpen Ransdorp en Zunderdorp. Elders in de omgeving van deze dorpen zijn meer terpen van voormalige huisplaatsen in het landschap aan te treffen.
Wanneer en hoe het dorp is verdwenen is niet bekend, maar op de gereconstrueerde kaart van 1288 staat het dorp niet vermeld. De oorspronkelijk door Waterland verspreid liggende bebouwing (boerderijen) werd tussen 1300 en 1600 steeds meer geconcentreerd in de nog bestaande dorpen, zoals Ransdorp en Zunderdorp.

## Banne Ransdorp
Vanaf de middeleeuwen tot 1795 maakte het gebied deel uit van de 'Banne Ransdorp', naast Bloemendaal, Durgerdam en Holysloot. Vanaf 1811 tot 1921 was het onderdeel van de gemeente Ransdorp. Door de annexatie in 1921 kwam het gebied in Amsterdam te liggen. Op 10 juli 1957 kreeg de weg die langs het voormalige dorp liep bij een raadsbesluit de naam Poppendammergouw. Ook de Bloemendalergouw, vernoemd naar Bloemendaal, kreeg toen zijn naam. Het laatste stuk naar Holysloot heette oorspronkelijk Kanaaldijk.

## Poppendam vandaag
De Poppendammergouw loopt ten noordwesten van het Ransdorper Die door de Poppendammer Weeren, met de aan die weg gelegen boerderij Poppendam. De enkele huizen aan de Poppendammergouw kan men nog als de buurtschap Poppendam beschouwen. Onderdeel van het gebied is de Veenderij Zunderdorp, waar in de 20e eeuw turf werd gewonnen. Daaraan grenzend ligt de droogmakerij Belmermeer.
De Aandammerbrug, op de gemeentegrens van Amsterdam en Waterland (voorheen Ransdorp en Broek in Waterland), voert over een naamloos water dat het Bozenmeertje met de Holysloter Die verbindt.